# Conseil de défense de l'Empire
11 juillet 1940 – 24 septembre 1941
 (1 an, 2 mois et 13 jours)
Entités précédentes :
- Gouvernement Philippe Pétain

Entités suivantes :
- Comité national français

Le Conseil de défense de l'Empire est l'instance de la France libre qui tient lieu de gouvernement en exil de 1940 à 1941.
Ce rôle est ensuite repris par le Comité national français (CNF).

## Formalisation de l'existence et de la légitimité de la France Libre
Le 26 juin 1940, 4 jours après que le gouvernement Pétain a demandé l'armistice, le général de Gaulle dépose un mémorandum devant le gouvernement britannique, qui formalise l'accord obtenu avec Churchill dès le 28 juin, qui permettait aux Français Libres d'être reconnus comme autorité française à part entière par le gouvernement britannique : le général de Gaulle est alors, pour le gouvernement britannique, le « Chef des Français qui continuent la guerre ». Ce mémorandum aboutira à un accord le 7 août, mais prévoit dès le 26 juin la création d'un Comité ou Conseil Français, et ses attributions.
L'accord du 7 août, dit des Chequers, donne au Général de Gaulle toute l'indépendance et les moyens d'un gouvernement en exil. Il est considéré par le gouvernement britannique comme produisant effet à compter du 11 juillet 1940, jour de la prise des pleins pouvoirs par le Maréchal Pétain, qui signe en droit la fin de la République sur le territoire national.
Par là, le gouvernement britannique veut signifier qu'il reconnaît la France Libre en formation comme le successeur légitime de la République qui vient de mourir, comme allié de la Grande Bretagne dans la guerre. Il s'engage de plus à reconstituer après guerre l'intégralité du territoire français et « la grandeur de la France ».
La reconnaissance formelle du Conseil de Défense de l'Empire en tant que gouvernement en exil par le Royaume-Uni intervient le 6 janvier 1941 ; la reconnaissance par l'Union soviétique, par échanges de lettres, est publiée en décembre 1941.

## Une assise territoriale
Le Général de Gaulle assure ainsi, à ses yeux, la continuité de l’État de droit et de la défense nationale contre les forces de l'Axe. Cela lui est permis par la légitimité qu'il tient de son acte du 18 juin, ainsi que par le ralliement rapide d'unités militaires et de territoires français qui désirent poursuivre le combat (dès le 22 juin pour le territoire franco-britannique des Nouvelles-Hébrides).
La France libre tient alors l'essentiel de son assise territoriale dans l'Empire colonial français, grâce au ralliement de diverses colonies : le Condominium des Nouvelles-Hébrides ont été les premiers à se rallier, suivis de l'essentiel des territoires de l'Afrique-Équatoriale française, suivis des Établissements français de l'Océanie, des Établissements français de l'Inde et de la Nouvelle-Calédonie. 
Félix Éboué, gouverneur du Tchad, a annoncé son ralliement le 26 août. Il reçoit rapidement le soutien d'Edgard de Larminat, de Pierre Koenig et de Philippe Leclerc. À la fin de l'été, l'essentiel de l'Afrique-Équatoriale française a apporté son soutien à la France libre.

## Le gouvernement de la France libre
Le 27 octobre 1940, le général de Gaulle peut, par le manifeste de Brazzaville, annoncer depuis la capitale de l'Afrique Équatoriale Française, la création du Conseil de défense de l'Empire, en tant qu'organe de décision de la France libre.
Dans les ordonnances du 27 octobre 1940, De Gaulle définit les attributions du Conseil de l'Empire, dont : la sécurité extérieure et intérieure, l'activité économique, les négociations avec les puissances étrangères (art. 2), ainsi qu'à la « constitution des corps qui exerceront les attributions de juridictions normalement dévolues au Conseil d'État et à la Cour de cassation » (art. 4). Cependant, le pouvoir décisionnel repose sur le chef des Français Libres (art. 3), le Conseil n'exerçant qu'un rôle consultatif. Les pouvoirs ministériels sont exercés « par des directeurs de services nommés par le Chef des Français Libres ». Cela confère au Conseil de défense de l'Empire la nature d'un organe de consultation et de représentation dans les territoires qui s'y sont ralliés. La Conférence administrative de la France Libre, créée par décret du 29 janvier 1941, tient lieu de gouvernement réunissant les directeurs de service et les membres du Conseil de défense de l'Empire.

## Composition
| Portefeuille                                | Titulaire | Titulaire                   | Étiquette politique |
| ------------------------------------------- | --------- | --------------------------- | ------------------- |
| Président du Conseil de défense de l'Empire |           | Charles de Gaulle           | SE                  |
| Membre                                      |           | Georges Catroux             | SE                  |
| Membre                                      |           | Émile Muselier              | SE                  |
| Membre                                      |           | Edgard de Larminat          | SE                  |
| Membre                                      |           | Félix Éboué                 | DVG                 |
| Membre                                      |           | Henri Sautot                | SE                  |
| Membre                                      |           | Philippe Leclerc            | SE                  |
| Membre                                      |           | Adolphe Sicé                | SE                  |
| Membre                                      |           | René Cassin                 | PRRRS               |
| Membre                                      |           | Georges Thierry d'Argenlieu | SE                  |

Les membres du conseil ont été choisis par Charles de Gaulle parce qu'ils « exercent déjà leur autorité sur les terres françaises ou qu'ils symbolisent les plus hautes valeurs intellectuelles et morales de la nation » (Manifeste de Brazzaville).

### Sources
- Site officiel de la Fondation de la France Libre
- Ordonnance n° 1, organisant les pouvoirs publics durant la guerre et instituant le Conseil de défense de l'Empire, et Ordonnance n° 2, portant nomination des membres du Conseil de défense de l'Empire.
- France libre, Documents officiels. [Manifeste du 27 octobre 1940, à Brazzaville. Ordonnances n ° 1 et 2, du 27 octobre 1940, instituant un Conseil de défense de l'Empire. Déclaration organique complétant le manifeste du 27 octobre 1940, du 16 novembre 1940, à Brazzaville. Signé: De Gaulle.]., Brazzaville, Impr. officielle, 1940 (OCLC 460992617, lire en ligne)